# Ippei Okamoto
Ippei Okamoto est un illustrateur, mangaka et écrivain japonais né le 11 juin 1886 à Hakodate sur l'île d'Hokkaido, et décédé en octobre 1948.

## Biographie
Ippei Okamoto est le fils de Takejiro Okamoto, un écrivain japonais réputé.
En 1910, il crée le scandale en s'installant avec l'écrivaine Kanoko Okamoto, avec qui il a un fils hors mariage l'année suivante, Tarō, qui devient également un artiste réputé.
En 1912, il publie ses premières illustrations dans le quotidien Asashi Shimbun, dont il est illustrateur en titre jusqu'en 1936. C'est également en 1912 qu'est publiée sa première bande dessinée, Kuma o Tazumete. Prolifique, il travaille pour de nombreux magazines, et ses œuvres sont éditées en recueils, comme Tanpô Gashu (1913), Kanraku (1914), Match no Bou (1915) et Monomiyusan (1916). 
C'est un manga-kisha ("manga-journaliste"), un nouveau genre de « journalistes » qui sera suivi par toute une génération de dessinateurs. En 1915, il réunis ses amis manga-kisha des grands quotidiens de Tokyo pour établir la première organisation professionnelle de mangakas, la Tokyo mangakai, honorée de la présence tutélaire de Rakuten Kitazawa, illustrateur en chef de Jiji Shinpo et responsable de Jiji manga. Cette association promut leur travail à travers des manifestations publiques, festivals et expositions, en particulier la Tokaido manga ryoko (« voyage en manga sur la Tokaido »), voyage de vingt dessinateurs en voitures illustrant à leur façon les cinquante-trois étapes de cette route entre Tokyo et Kyoto immortalisées par Hiroshige. Par la suite, elle fut rejointe par des homologues de province, et, outre la promotion des artistes, son action contribua largement à populariser le terme "manga". 
Diplômé des Beaux-arts de Tokyo en 1916, il devient l'assistant du peintre Sanzō Wada.
En 1921, il publie le recueil Nakimushi Dera no Yawa (« Légendes du temple de Nakimushi »), puis entreprend un tour du monde et visite les États-Unis et l'Europe.
De retour en 1923 au Japon, il y introduit différents comic strips (Mutt and Jeff, Bringing Up Father). La même année, l'association Tokyo-mangakai devient nationale. Okamoto continue à publier des recueils de ses histoires (Yajikita Saikou en 1925, Ippei Zenshû en 1930) et de ses caricatures (Shin Mizu ya Sora en 1929), tout en écrivant essais et romans, comme Fuji wa Sankaku (Le Mont Fuji est triangulaire, 1927). Entre 1929 et 1932, il profite d'un nouveau long périple à l'étranger comme envoyé spécial de l'Asashi Shimbun. 
À la manière de Rakuten Kitazawa, Okamoto intègre dans ses bandes dessinées l'art japonais traditionnel et bien qu'il ait connu la bande dessinée américaine, il précède le courant moderniste incarné après-guerre par Osamu Tezuka ; il n'en est pas moins l'un des auteurs les plus importants de l'ère Taishō (1912-1926). Le romancier Soseki Natsume était un de ses adorateurs, et Okamoto illustra plusieurs de ses nouvelles dans l'Asashi Shimbun.